# Kannauj (miasto)
Kannauj – miasto w północnych Indiach w stanie Uttar Pradesh, na Nizinie Hindustańskiej.
Populacja miasta w 2001 roku wynosiła 71 530 mieszkańców.